# Альтамира (фильм)
«Альтамира» (исп. Altamira) — испанский биографический драматический фильм 2016 года с Антонио Бандерасом в главной роли. Это первая работа режиссёра Хью Хадсона после картины «Я мечтала об Африке» 2000 года и его последний фильм перед его смертью 10 февраля 2023 года.

## Сюжет
Марселино Санс де Саутуола (Антонио Бандерас) — испанский юрист и археолог-любитель вместе со своей девятилетней дочерью Марией отправляется исследовать находящуюся на принадлежащей его семье земле пещеру. Мария впервые в истории обнаруживает наскальные рисунки эпохи каменного века. Саутуола заявляет о находке миру; ему приходится столкнуться с насмешками со стороны научного сообщества и гневом церкви, не признающей ничего, что расходится со Священным писанием. Только после смерти Саутуолы его имя было очищено, а пещера Альтамира внесена в список всемирного наследия ЮНЕСКО.

## В ролях
- Антонио Бандерас — Марселино Санс де Саутуола
- Гольшифте Фарахани — Кончита
- Аллегра Аллен — Мария Саутуола
- Ирена Эсколар — взрослая Мария
- Клеман Сибони — Эмиль Картальяк
- Генри Гудмен — де Лос Риос
- Пьер Нине — Пол Ратьер
- Руперт Эверетт — Монсеньор
- Хавиви Хиль Валье — Арле
- Николас Фаррелл — Виланова
- Луис Солер — Меро
- Табата Сересо — Паси
- Кэти Петерсон — Каролина
- Мэриам Д’Або — Элена
- Кике Гуаса — король Альфонсо XII
- Тристан Ульоа — Анри Брёйль

## Саундтрек
Музыку к фильму написали британский рок-музыкант Марк Нопфлер и шотландская перкуссионистка и композитор Эвелин Гленни.

## Отзывы
У фильма 57% положительных отзывов на сайте Metacritic. Джонатан Холланд из ведущего американского издания The Hollywood Reporter назвал фильм «живописным, но обычным», добавив, что «немного вау-фактора вы ощущаете, когда видите картину „Альтамира“, в которой главную роль исполнил Антонио Бандерас, а режиссёром выступил Хью Хадсон, и в которой описываются события, играющие важную роль в великой научной революции Дарвина, но которая, в итоге, сводится к красивой, но прозаичной драме, где всё происходит именно так, как и ожидалось».